# Monticules de Darwin
Ne pas confondre avec le Mont Darwin (Chili).
Les monticules de Darwin (en anglais : Darwin Mounds) sont une structure géographique sous-marine, en Atlantique du Nord, dans les eaux territoriales britanniques (au large de l'Écosse).

## Description

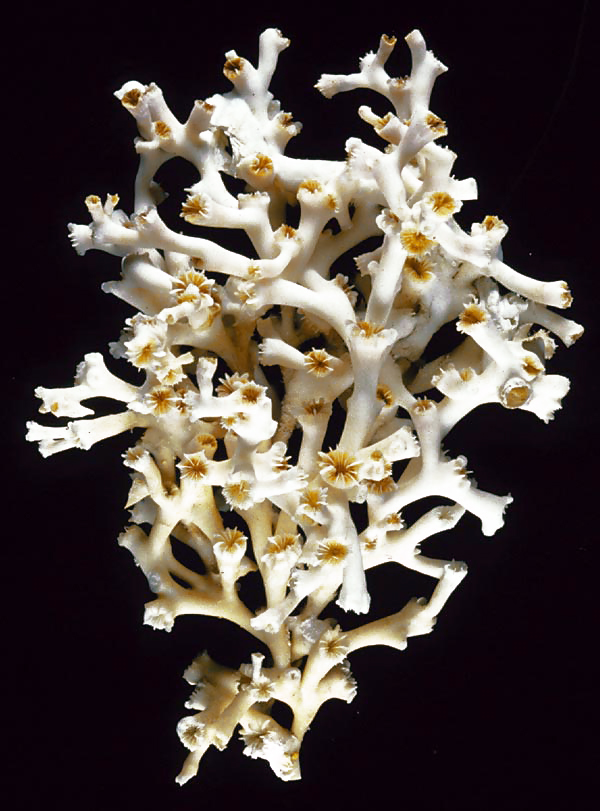
Coraux du genre Lophelia (Lophelia pertusa).

Les monticules de Darwin forment une vaste aire sous-marine de monticules de sable située au large de la côte nord-ouest de l'Écosse, qui a été découverte en mai 1998. Cette zone offre un habitat unique pour les récifs de coralliens d'eau froide. Découverte lors d'études menées par l'industrie du pétrole grâce à des méthodes très performantes de sondage. Les monts sont baptisés à partir du bateau de recherche, portant lui-même le nom de l'éminent naturaliste à l'origine de la théorie de l'évolution, Charles Darwin.
Ils sont situés à près de 1 000 m de profondeur, dans l'océan Atlantique, à près de 190 km au nord-ouest du cap Wrath, l'extrémité Nord-Ouest de l'Écosse. On trouve plus d'une centaine de monticules dans cette zone, qui couvre au total environ 100 km2. Ces monticules sont circulaires, et mesurent 5 m de haut pour 100 m de diamètre. La plupart comportent une sorte de « queue », de longueur variable, mais généralement donnant une forme de larme à l'ensemble, et systématiquement orientée vers le sud-ouest. Ces caractéristiques sont uniques aux Monticules de Darwin.
Les monticules sont principalement constitués de sable. Ils forment des sortes de volcan de sable. Leur sommet accueille des espèces de coraux telles que Lophelia pertusa, que l'on pensait jusque-là pouvoir vivre seulement sur des substrats durs. Les coraux d'eau profonde que l'on trouve sur les monticules sont particulièrement fragiles. À la différence des coraux d'eau peu profonde, ils ne sont pas adaptés pour lutter contre de petites perturbations telles que les vagues. On trouve dans ces reliefs une population importante du xénophyophore Syringammina fragilissima. Cet organisme unicellulaire (un protozoaire) est très présent en eau profonde mais tout particulièrement dans ces monticules et leur queue. Les coraux offrent un habitat pour une large biodiversité marine, comprenant des éponges, des vers, des crustacés et des mollusques. Parmi ces derniers, on trouve des étoiles de mer, des oursins et des crabes.

## Protection
Le 23 octobre 2001, le ministre britannique Margaret Beckett fait une demande lors d'un sommet de la WWF à Édimbourg pour protéger les monticules de Darwin. Le sommet aboutit à la déclaration d'Édimbourg, incitant les politiciens à prendre des mesures pour la protection des mers. La pêche avec des filets à grande profondeur est pratiquée dans cette région, avec des filets d'une tonne draguant le fond des mers. Le chercheur Jason Hall-Spencer de l'université de Glasgow a trouvé des coraux âgés d'au moins 4 500 ans dans les filets des pêcheurs travaillant au large de l'Écosse et de l'Irlande. Les monticules portent d'ailleurs des séquelles laissés par les filets, qui ont détruit une importante partie de leurs coraux.

## Études
Après leur découverte, les monticules sont étudiés en détail lors de trois études bien documentées qui ont eu lieu en juin 1998 (Bett 1999), en août 1999 (Bett & Jacobs 2000) et deux fois durant l'été 2000 (B. Bett, pers. comm.). Les instruments employés comprennent la dernière technologie en matière de sonar, caméra et carottier. Toutefois, on ne sait pas exactement à quoi pouvaient ressembler ces formations avant d'être fortement détériorés par les filets de pêche. Le 22 mars 2004, les ministres de la pêche européens décident finalement de protéger la région, qui constitue un habitat essentiel pour les coraux.